# Toltecaria
Toltecaria antricola és una espècie d'aranya araneomorfa de la subfamília dels erigonins, dins de la família Linyphiidae . És l'únic membre del gènere monotípic Toltecaria.
Es poden trobar a l'estat de Hidalgo a Mèxic, on va ser descoberta en una gruta a Jacala de Ledezma.
Fou descrit per primera vegada per J. A. Miller l'any 2007.